# Varan bengálský
Varan bengálský (Varanus bengalensis) je varan rozšířený široce na Indickém subkontinentu a částech jihovýchodní Asie a západní Asie. 
Tento velký ještěr je převážně suchozemské zvíře. Délka varana bengálského se pohybuje od 61 do 175 cm od špičky čenichu ke konci ocasu. 
Mláďata varanů mohou pobývat spíše častěji na stromech, nicméně dospělí jedinci se pohybují zejména na zemi. 
Varani bengálští loví především členovce, ale i drobné suchozemské obratlovce, pozemní ptactvo, vejce a ryby. Přestože velcí bengálští varani mají jen málo predátorů, jsou loveni lidmi, kteří je loví pro maso, mladší jedinci jsou loveni mnoha predátory.

## Systematika
Za formální popisnou autoritu druhu se považuje francouzský přírodovědec François Marie Daudin, který varana bengálského popsal v roce 1802 pod názvem Tupinambis bengalensis. Typová lokalita druhu je Bengálsko, proto druhové jméno bengalensis (bengálský). Moderní taxonomie druh zařazuje do rodu Varanus.

## Popis
Mláďata jsou barevnější než dospělí jedinci. Mladí varani bengálští mají řadu tmavých pruhů na krku, hrdle a zádech. Břicho je bílé, pruhované s tmavými příčkami a je šedě nebo žlutě skvrnité (zejména ve východní části ostrova Srí Lanka). Na hřbetu mladých varanů je řada žlutých skvrn s tmavými příčnými pruhy, které je spojují. 
Během mládí a dospívání se základní barva stává světle hnědou nebo šedou a tmavé skvrny varanům bengálským dodávají skvrnitý vzhled. Mláďata varana bengálského mají ve srovnání s tím tendenci mít na krku řadu dozadu směřujících pruhů ve tvaru V.

## Výskyt
Varan bengálský se vyskytuje od Íránu po Jávu a patří mezi nejrozšířenější varany, protože jsou eurytopní a přizpůsobí se řadě míst. Vyskytuje se v říčních údolích ve východním Íránu, Afghánistánu, Indii, Nepálu, Srí Lance, Pákistánu, Bangladéši a Barmě.
Blízce příbuzný druh varan obláčkový se vyskytuje v jižní Myanmaru, Vietnamu, Kambodži, Thajsku, Malajsii, Sumatře, Jávě a Sundských ostrovech. Na Sumatře však nebyli potvrzeni a bylo zjištěno, že na Andamanských ostrovech se vůbec nevyskytují.

## Galerie

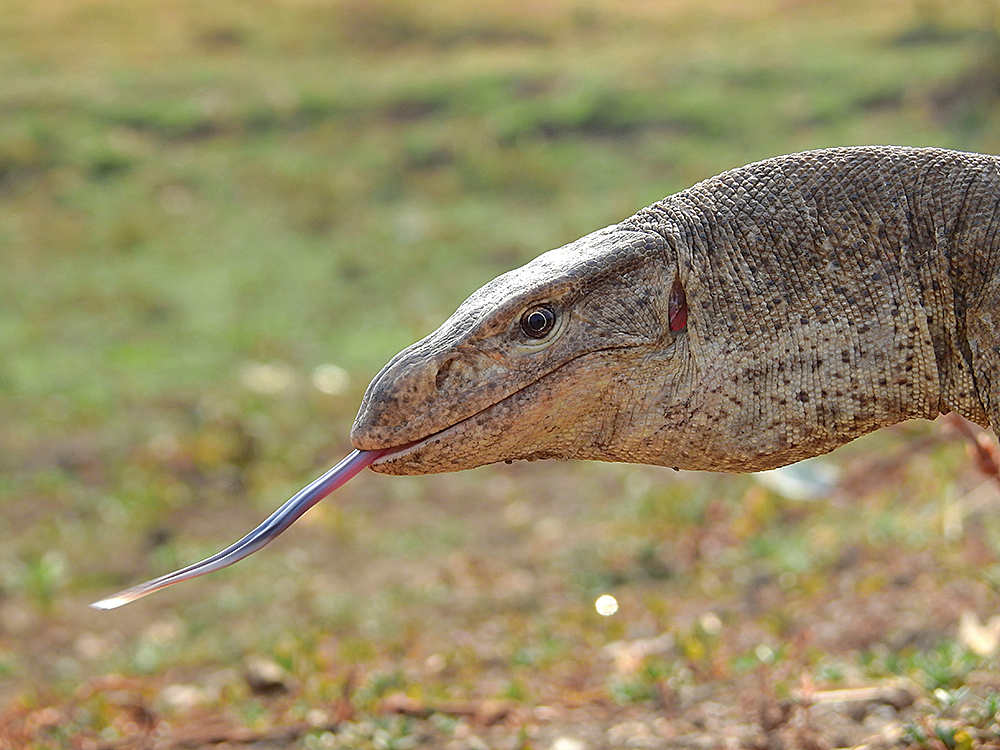
Detail hlavy
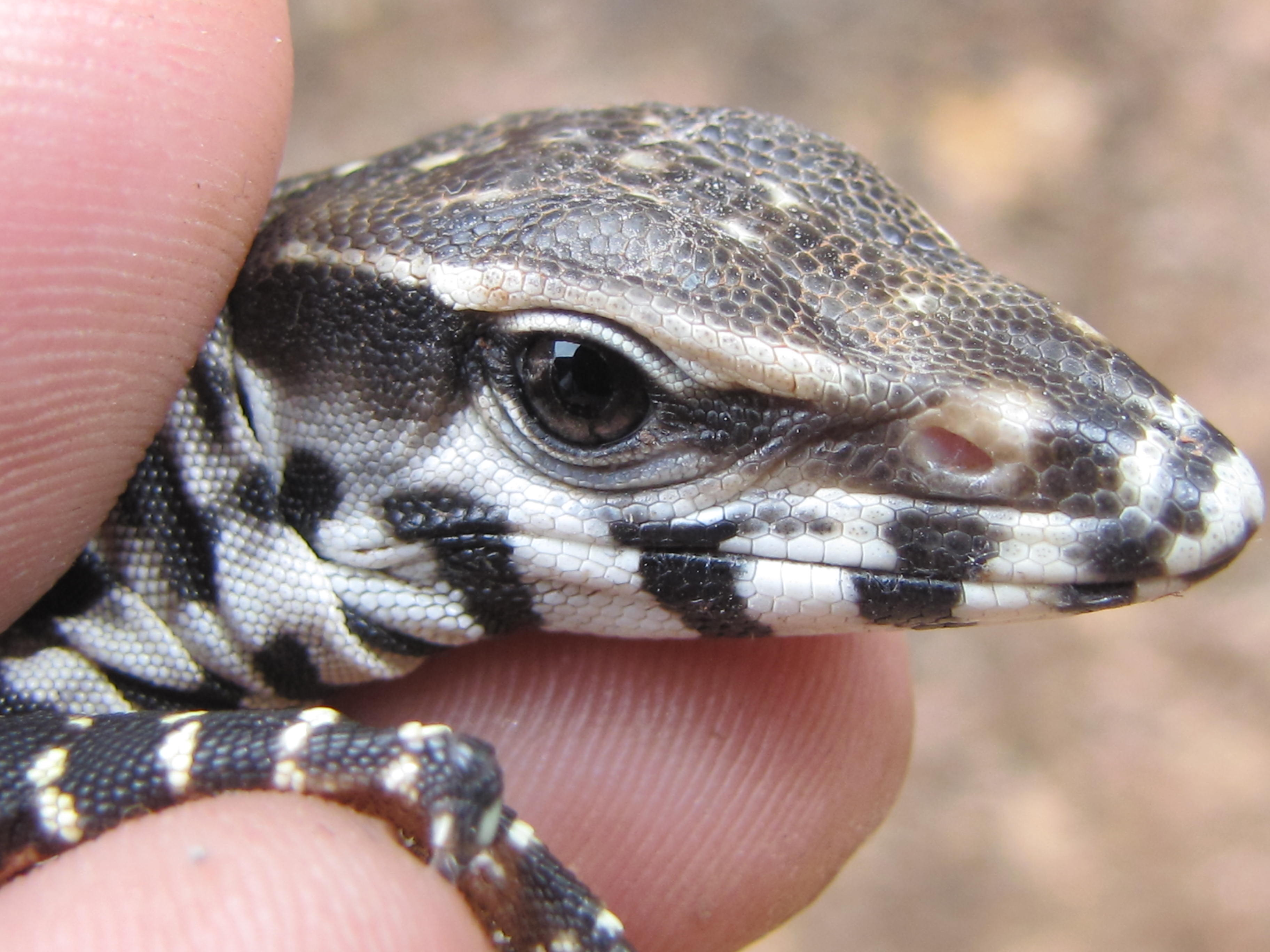
Detail hlavy mláděte
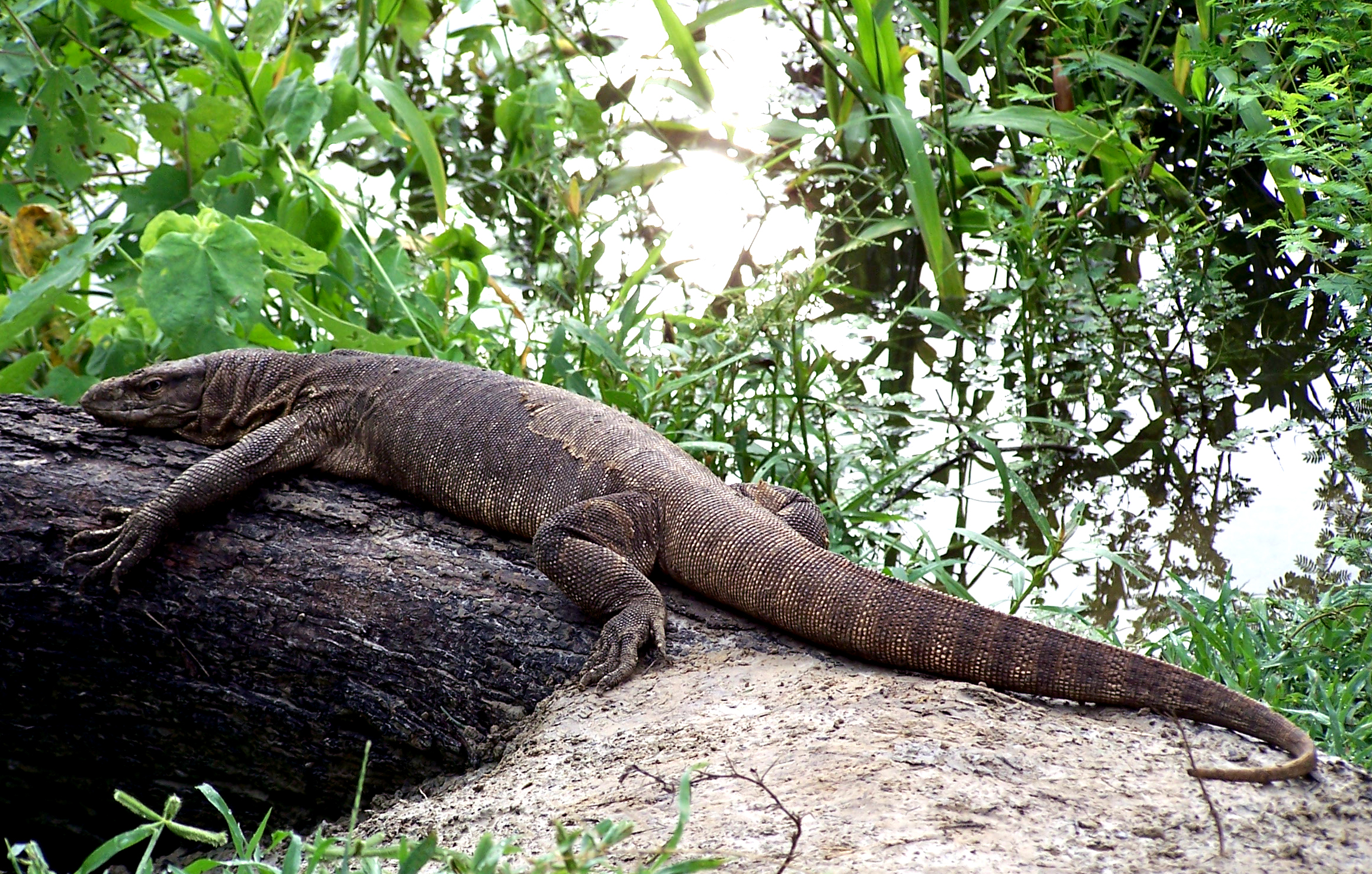
Dospělý jedinec